# Rolly Weaver
Pour les articles homonymes, voir Weaver.
Roy Weaver, né le 22 décembre 1990, à Ormond Beach, est un coureur cycliste américain.

## Biographie
Rolly Weaver est originaire d'Ormond Beach, une commune située en Floride. En 2007, il termine troisième de l'émission de télé-réalité The Amazing Race, avec sa mère et ses deux sœurs. Il commence ensuite une carrière dans le cyclisme, après avoir conclu son cursus universitaire.
En 2014, il remporte le championnat des États-Unis des collegiate de première catégorie. Au premier semestre 2016, il court au sein de l'équipe continentale serbe Start Vaxes-Partizan. Engagé sur le Tour d'Uruguay, il se distingue en réalisant trois tops 10. Quelque temps plus tard, il rejoint la formation britannique Kingsnorth International Wheelers.
Lors de la Vuelta a la Independencia Nacional 2017, il s'impose en solitaire sur la troisième étape. Il s'agit de sa première victoire dans une course inscrite au calendrier de l'UCI.

## Palmarès
- 2015
  - Berry Peddler Road Race
  - 2e étape de la Red Eye Velo Stage Race
- 2016
  - 3e épreuve des Greenville Spring Series
  - 1re étape de la Foothills Cup
- 2017
  - 3e étape de la Vuelta a la Independencia Nacional
  - 1re (contre-la-montre) et 2e étapes de la 	Red Eye Velo Stage Race
  - Championnat de Floride

## Classements mondiaux
| Année                                 | 2017  |
| ------------------------------------- | ----- |
| Classement mondial                    | 2201e |
| UCI America Tour                      | 314e  |
|                                       |       |
| Légende : nc = non classéSource : UCI |       |